# Egon von Kapherr
Egon Georg Freiherr von Kapherr, auch Kap-herr, (* 30. Oktober 1877 in Bärenklause; † 10. September 1935 in Greifswald) war ein deutscher Schriftsteller und Oberförster.

## Leben
Er stammte aus dem in den Freiherrenstand erhobenen Adelsgeschlecht von Kap-herr und wurde als Sohn des Rittergutsbesitzers Hermann Freiherr von Kap-herr im Königreich Sachsen geboren. Seine Mutter war dessen zweite Ehefrau, Alma Freiin von Kap-herr geborene von Kruedener (* 1854; † 1935). Seine Halbbrüder aus der ersten Ehe des Vaters waren u. a. der Privatdozent Freiherr Hans von Kapp-herr (* 1857; † 1939) und der kgl. preuß. Generalleutnant Freiherr Robert von Kap-herr (* 1858; † 1929). Seine Halbschwester Charlotte war mit dem Juristen Prof. Freiherr August von Waltershausen verheiratet. Sein Halbbruder Hermann wurde fürstl. schaumb.-lipp. Hofkammerpräsident und Kabinettschef, Wirkl. Geheimer Rat sowie Syndikus der Norddeutschen Bank.
1885 verstarb Egons Vater, woraufhin seine Mutter das Rittergut Bärenklause verkaufte und mit ihrem Sohn Egon zurück in ihre Heimat nach Livland zog. Im Baltikum entwickelte Egon seine Liebe zur Jagd und der Natur. Er besuchte das Gymnasium und eine Forstschule. Später arbeitete er als Förster und Landwirt in Livland, zuletzt als Oberförster. In Altwarp in Vorpommern setzte er sich zur Ruhe. In seiner Freizeit betätigte er sich als Schriftsteller von populärwissenschaftlichen Forst- und Jagdbüchern. Diese wurden teilweise noch nach seinem Tod bis in die 1960er Jahre herausgegeben. Seine Reisen nach Sibirien mit seinem Freund, dem Fürsten Dshaparidse, faszinierten ihn dermaßen, dass er in späteren Jahren ein Fischerunternehmen in Nordwestsibirien gründete.

## Familie
Egon von Kapherr heiratete dreimal, zuerst 1900 Mary Baronesse von Freytagh-Loringhoven, geschieden 1905; dann 1912 Elsa Tschermak, deren Vater Generaldirektor der deutschen Tageszeitung war, Scheidung 1924. 1928 heiratete er in Possendorf die aus russ. Adel stammende Maria Marina Schadrin-Zolohub. Aus zweiter Ehe stammen die Söhne Einhard, geboren 1919 in Berlin, der 1941 im Krieg blieb, und Wolf, geboren in Berlin 1923, Berufsoffizier der Bundeswehr. Egon von Kapherr hat mehrere Enkelkinder.

## Schriften (Auswahl)
- In sibirischen Urwäldern. Weimar 1924
- Kolk der Rabe
- Kullerauges Abenteuer und andere Tiergeschichten. Stuttgart o. J.
- Im Netz der Kreuspinne. Roman. Weimat 1921
- In russischer Wildnis. Erinnerungen eines Jägers. Weimar 1922
- Drei Jahre in Sibirien als Jäger und Forscher. Stuttgart 1924
- Der Wald im Osten. Erinnerungen, Erfahrungen und Betrachtungen eines deutsch-russischen Forstmannes. Leipzig 1923
- Das Weidmannsjahr in Urwald und Heide Erinnerungen und Betrachtungen. Weimar 1923
- Vom Bären und anderem hohem Wilde. Leipzig 1923
- Die Abenteuer des Fürsten Oshaparidse Des größten Bärenjägers Sibiriens. 1929
- Die Fahrt ins Mammutland, eine abenteuerliche und phantastische Geschichte. Weimar 1924
- Jahreszeiten. Wald-, Jagd-, und Tiergeschichten. Berlin 1924
- Der schwarze Strom. Eine Hinterwaldgeschichte. Berlin 1925
- Aus Herrgotts Tiergarten. Bunte Erzählungen aus Wald, Flur und Steppe. Mit Illustrationen und einem Einbandentwurf von Professor Ludwig Hohlwein. Leipzig 1925
- Mit Kreuz und Knute. Das Kosakenbuch. Berlin 1931
- Rotwolf. Der Roman eine Hundes und seiner Schicksalsgenossen. Berlin 1934
- Hinnerk Mummel Eine Hasen- und Menschengeschichte. 1935
- (Von) Löffelmann und Stachelinchen – Geschichten von Tieren der deutschen Heimat. Stuttgart 1935, 3. Auflage 1940
- Wo es trommelt und röhrt. Wege und Wanderungem eines alten Jägers. Berlin 1942
- Radha, der Sohn des Dschungels: Elefantenschicksale. Leipzig 1943
- Löffelmanns Abenteuer und andere Erzählungen. Stuttgart 1952
- Blaukäppchen und Wisperchen und andere Tiergeschichten. Stuttgart 1953
- Ein finsterer Bursche. Von allerlei merkwürdigen Tieren. Stuttgart 1959